# Flores de luna
Flores de luna es un documental español, dirigido por Juan Vicente Córdoba y estrenado en el año 2008.

## Argumento
La barriada de El Pozo del Tío Raimundo se construyó en los años 50 con casas de barro y lata. El paso de las décadas, y la llegada de nuevos y muy diversos habitantes, han hecho que esta zona de Madrid adquiera una moderna identidad que la identifica dentro y fuera de la ciudad. Muchos han contribuido en este empeño, pero la labor del Padre Llanos, el llamado "cura rojo", ha sido decisiva a la hora de transformar el Pozo y extender entre sus habitantes la idea de que un mundo mejor es posible.